# Galaktički skup
Galaktički skupovi (eng. galaxy cluster, rus. скопление галактик, nje. Galaxienhaufen, fra. amas de galaxies) naziv je za nakupine galaktika međusobno vezane gravitacijskom silom. U njima je od 10 do više od sto galaktika, do tisuću. Uzima se da je do 50 galaktika galaktička skupina, a preko toga galaktički skup. Skupovi i skupine udružuju se u superskupove.
Može se galaktičke skupove podijeliti na pravilne i nepravilne.
Skupove 1% čine galaktike u vidljivom svjetlu, unutarskupovno sredstvo (eng. intracluster medium, ICM) je plazma među galaktikama koja odašilja rendgensko zračenje i ima je 9%, a preostalih 90% je tamna tvar. Skupovi su mase od 1014 do 1015 Sunčevih masa.

## Pravilni skupovi
Pravilni skupovi galaksija imaju koncentriranu jezgru i dobro definiranu sfernu strukturu. U njima prevladavaju eliptične galaksije. Dijele se prema svom bogatstvu, t.j. po broju galaktika unutar zone oko središta promjera 1,5 Mpc (megaparseka, mega = milijun), udaljenost nazvana "Abellov promjer". Tipični skupovi imaju promjere od 1 do 10 Mpc s masama reda veličine 1·1015 (bilijarda) masa Sunca. Kod većine pravilnih skupova se u centru može naći jedna divovska eliptična galaksija, ponekad s višestrukim jezgrama. 
Vjeruje se da najveće galaktike nastaju u procesu koji se naziva "galaktički kanibalizam". Pravilni skupovi mogu se opaziti do udaljenosti od nekoliko milijardi godina svjetlosti. 
Primjer je skup Coma u zviježđu Berenikine kose (Coma Berenices), promjera oko 10.000.000 ly, udaljen oko 300.000.000 ly. Središte ovog skupa je jedno od najgušćih poznatih područja na ovoj ljestvici u svemiru.

## Nepravilni skupovi
Nepravilni skupovi galaksija nemaju lako prepoznatljinu jezgru, imaju isti raspon promjera, ali su mnogo manjih masa - tipično 1·1012 do 1·1014 masi Sunca. Primjer je obližnji skup Djevica u zviježđu Djevice (Virgo), promjera oko 7.000.000 ly i oko 50.000.000 ly udaljen, sadrži oko 2500 galaksija, uglavnom eliptičnih. Galaksija Messier 87 je najveća od 16 galaktika iz ovog skupa koje su uvrštene u poznati Messierov katalog.
Prostor između galaktika je ispunjen međugalaktičkim sredstvom. Ovo sredstvo ima nekoliko komponenta. Emisija X-zraka otkriva prisustvo rijetkog vrućeg plina. Tipična gustoća plina je oko 1 atom u kubni decimetar (dm3 = 1 litra). Ovaj plin ukupno sudjeluje u masi skupa s 10%. Gravitacijsko međudjelovanje galaktika je dovoljno da ponekad otrgne i izbaci pojedine zvijezde u međugalaktički prostor. Galaksije i spomenute vrste međugalaktičkog sredstva sveukupno daju samo 20% izračunate mase skupova. Ostatak čini tamna tvar.

## Vanjske poveznice
- ПостНаука Крупномасштабное распределение галактик, astrofizičar Anatolij Zasov, videozapis 27. travnja 2014. (ruski)
- ПостНаука Системы галактик, astrofizičar Anatolij Zasov, videozapis 15. ožujka 2014.  (ruski)
- ПостНаука Внегалактическая астрономия, astrofizičar Anatolij Zasov, sedam videozapisa od 4. ožujka 2014. (ruski)